# Badewasseraufbereitung

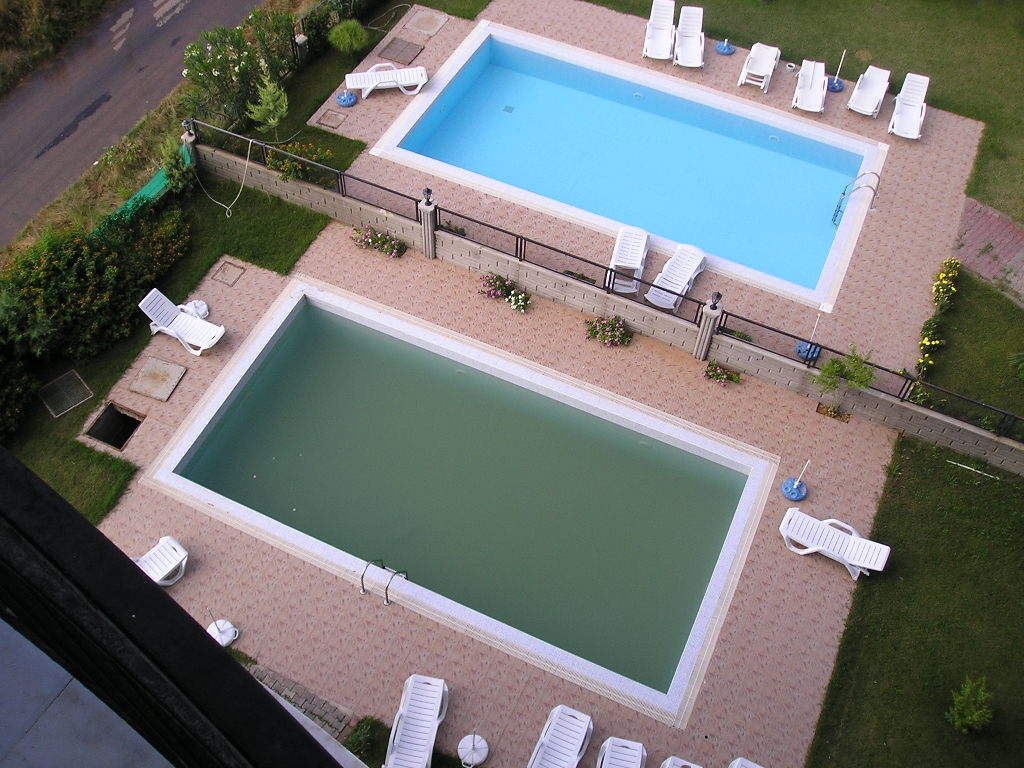
Zwei offene Schwimmbäder mit unterschiedlicher Wasserqualität

Zur Wasseraufbereitung für ein Schwimmbad durchläuft das Wasser verschiedene Reinigungsstufen, um Schmutz und Bakterien zu entfernen.
Neben den chemischen verfahrenstechnischen Prozessen gibt es auch natürliche Aufbereitungen in Schwimmteichen, welche aber nicht geeignet sind, die Vorgaben der deutschen DIN 19643 (Aufbereitung von Schwimm- und Badebeckenwasser) zu erfüllen.
Es wird zwischen privaten und öffentlichen Bädern unterschieden. Als privat gelten nach DIN 19643 Teile 1 Absatz 1 Anwendungsbereich nur Einfamilienbäder. Alle anderen, auch Bäder von Hausgemeinschaften, sind öffentliche Bäder.

## Chlorgeruch als Indikator

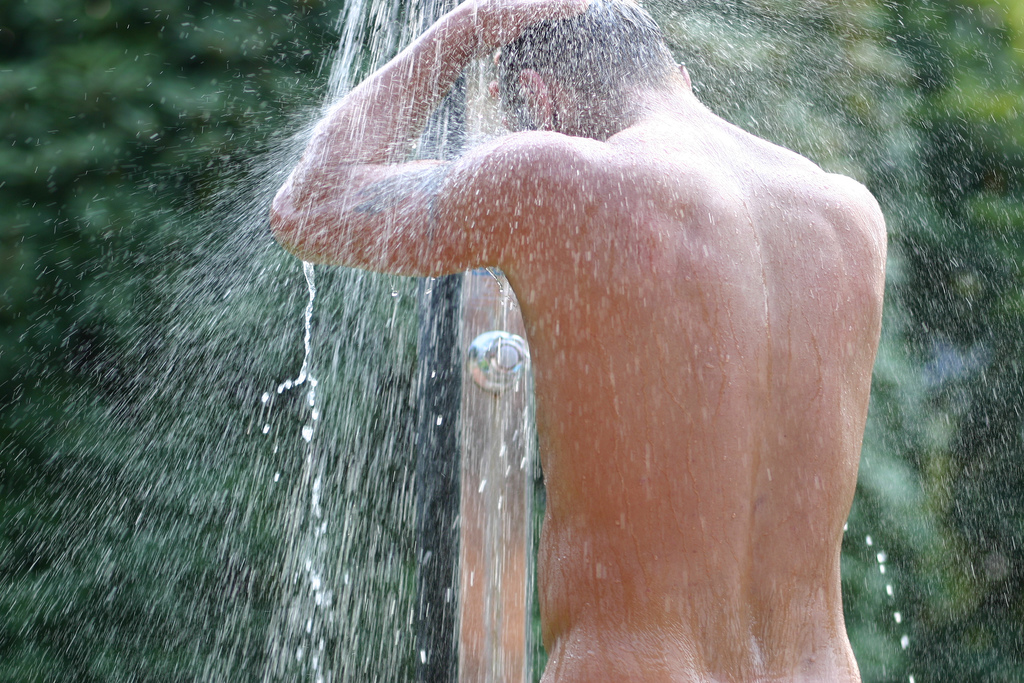
Duschen hilft

Chlor als Desinfektionsmittel im Badewasser ist geruchlos. Der typische Hallenbadgeruch kommt vom gebundenen Chlor, dem sogenannten Chloramin. Harnstoff, Kreatinin, Aminosäuren und andere stickstoffhaltige Verbindungen, die vorrangig aus Schweiß und Urin stammen, reagieren hierbei chemisch mit dem im Badewasser gelösten Chlor. Ca. 95 % des Harnstoffgehaltes wird durch Urin ins Wasser eingebracht. Pro Badegast wird mit etwa 25 bis 30 ml Urin gerechnet. 40 Badende geben über die Haut in etwa so viel Harnstoff ab, wie eine ins Wasser urinierende Person.
Ein 400.000 Liter fassendes Becken (20 m mal 10 m mal 2 m-Becken) enthält etwa 26,5 l Harnstoff. Vorheriges Duschen entfernt bis zu 97 % des Haut-Harnstoffes.

## Anforderungen
In Deutschland gilt zunächst der Grundsatz des Infektionsschutzgesetzes, nach welchem Schwimm- oder Badebeckenwasser in öffentlichen Einrichtungen so beschaffen sein müssen, dass eine Schädigung der menschlichen Gesundheit, insbesondere durch Krankheitserreger, nicht zu befürchten ist. In Ermangelung weiterer Rechtsvorschriften wird als nachrangige Vorschrift die DIN 19643 herangezogen. Die Norm unterscheidet mikrobiologische, chemische und physikalische Anforderungen.
In der Schweiz werden die Anforderungen an das Schwimm- oder Badebeckenwasser in der SIA 385/9 definiert, in Österreich gibt es die ÖNORM M 6215.

### Mikrobiologische Anforderungen
|                                 | Reinwasser                  | Beckenwasser                |
| ------------------------------- | --------------------------- | --------------------------- |
| KBE (Koloniebildende Einheiten) | Grenzwert: 20 KbE/ml        | Grenzwert: 100 KbE/ml       |
| E. coli                         | nicht nachweisbar in 100 ml | nicht nachweisbar in 100 ml |
| Pseudomonas aeruginosa          | nicht nachweisbar in 100 ml | nicht nachweisbar in 100 ml |
| Legionella pneumophila          | nicht nachweisbar in 100 ml | nicht nachweisbar in 1 ml   |

### Chemische und physikalische Anforderungen
Die nachfolgende Tabelle ist ein Auszug aus der Norm.
| pH-Wert                                          | 6,5 bis 7,5 (bei Flockung mit Al oder Al-Fe-Produkten) |
| Nitrat-Konzentration in Differenz zum Füllwasser | ≤ 20 mg/l                                              |
| freies Chlor                                     | 0,3 bis 0,6 mg/l (Warmsprudelbecken 0,7 bis 1,0 mg/l)  |
| gebundenes Chlor                                 | maximal 0,2 mg/l                                       |
| Klarheit                                         | einwandfreie Sicht über den gesamten Beckenboden       |
| Oxidierbarkeit über dem Wert des Füllwassers     | maximal 0,75 mg/l                                      |

## Reinigungsstufen
Zunächst läuft das Wasser über die Überlaufrinne aus dem Becken heraus und fließt in einen Rohwasserspeicher, aus dem es mithilfe einer Umwälzpumpe als sogenanntes Rohwasser wieder herausbefördert wird.
Dabei wird diesem Rohwasser ein Flockungsmittel zugeimpft, welches Schmutzteile bindet, sodass diese leichter herausgefiltert werden können. Außerdem wird mit der Flockung das Phosphat, das Algen für ihr Wachstum benötigen, als schwer lösliches Aluminium- oder Eisenphosphat im Filter zurückgehalten und somit das Algenwachstum verhindert. Anschließend durchfließt das Rohwasser einen oder mehrere Filter. Als Filtermaterial können zum Beispiel Kies, Sand und Hydroanthrazit dienen.
Das Abwasser aus der Filterspülung kann über eine Spülabwasseraufbereitung so weit aufbereitet werden, dass es als Füllwasser zurück in den Kreislauf gegeben werden kann.
Das nun als Filtrat bezeichnete Wasser wird jetzt desinfiziert; dies geschieht mittels Chlorung durch Chlorgas, Natriumhypochlorit oder Calciumhypochlorit, um eine Depotwirkung im Schwimmbecken zu erreichen. Nach dem Zusetzen von Chlor wird das Filtrat als Reinwasser bezeichnet.
Zur Reduzierung von gebundenem Chlor und Trihalogenmethanen sind zusätzliche Verfahrensstufen erforderlich. Gebundenes Chlor kann über einen Aktivkohlefilter, UV-Strahler oder eine Pulverkohledosierung abgebaut werden.
Anschließend wird der pH-Wert reguliert. Dieser soll laut DIN 19643 mindestens pH 6,5 betragen, der obere Wert ist davon abhängig, ob und welche Flockungsmittel eingesetzt werden und ob es sich um Meer- oder Süßwasser handelt. Ein Teilstrom des Wassers fließt vor der Chlorung durch den Wärmetauscher, wo es erwärmt wird. Die Erwärmung des Wassers kann auf unterschiedliche Weise geschehen. Beispielsweise kann dies mittels eines direktdurchströmten Heizkessels ohne zusätzlichen Wärmetauscher und Pumpen stattfinden. Bei höheren Leistungen können die direktdurchströmten Heizkessel in Kaskade gestellt werden. Das nun erwärmte Wasser strömt über einen Rücklauf wieder in den Wasserkreislauf und vermischt sich mit dem dort fließenden Wasser. Als Reinwasser fließt es jetzt über Einströmdüsen ins Schwimmbecken. Der Wasserkreislauf beginnt nun von vorne.
Die Wasserqualität wird über chemische und physikalische Parameter überwacht. Diese sind der Gehalt an frei wirksamem Chlor, gebundenem Chlor, die Redoxspannung sowie der pH-Wert. Über eine Messwasserleitung wird Beckenwasser entnommen und fließt durch eine automatisierte Mess- und Regeleinheit. In dieser Mess- und Regeleinheit befinden sich Messelektroden, deren Ausgabewerte an einen Steuerrechner übermittelt werden. Diese Steuereinheit steuert die Stellmotoren an. Hier wird je nach Bedarf automatisch der Chlordurchlass erhöht oder gesenkt.

## Chlorung
Chlorgas wird in grauen Stahlgasflaschen (mit 65 kg Inhalt) oder Chlorfässern (mit 500 kg oder 1000 kg) angeliefert. Dieses verlässt die Flasche über einen Vakuumregler und den Dosierregler. Über eine Injektordüse wird es dem Filtratwasser aus dem Aufbereitungsprozess zugemischt. Der zur Injektion benötigte Wasserdruck von ca. 5 bar wird über eine Druckerhöhungspumpe erzeugt. Der Dosierregler regelt die benötigte Chlorgasmenge.
Weitere übliche Chlorungsarten sind die Dosierung von Natriumhypochlorit, auch Chlorbleichlauge genannt, aus handelsüblichen Gebinden, oder vor Ort mit einer Elektrolyseanlage aus Natriumchlorid erzeugt.
Es wird auch granuliertes Calciumhypochlorit gelöst und über Dosierpumpen zudosiert.
Ein neues Verfahren ist die In-situ-Elektrolyse. Im Kreislauf wird ein Salzgehalt von etwa 1 % vorgehalten und über Elektroden wird je nach Bedarf freies Chlor erzeugt.
Im Vergleich zu anderen Chlorungsarten wie der Dosierung von Chlorgas aus Stahlgasflaschen oder Chlorbleichlauge aus handelsüblichen Gebinden bietet die Elektrolyseanlage den Vorteil, dass sie das Chlor direkt vor Ort erzeugt und somit die Handhabung von Gefahrstoffen minimiert.
Die deutsche DIN 19643 fordert in Deutschland im Beckenwasser zwischen 0,3 und 0,6 mg/l (Warmsprudelbecken 0,7–1,0 mg/l) an freiem Chlor.
In der Schweiz liegen die Chlorwerte zwischen 0,2 und 0,8 mg/l (Warmsprudelbecken 0,7–1,5 mg/l) gemäß der SIA 385/9.
In Österreich gibt die ÖNORM M 6215 folgende Werte vor von pH-Wert 6,5 bis 7,4 mindestens 0,3 mg/l freies Chlor, von pH-Wert 7,4 bis 7,8 mindestens 0,5 mg/l, mit einer Maximalkonzentration von 1,2 mg/l für Hallenbäder und 2,0 mg/l für Freibäder.
Zum Vergleich: Die WHO fordert für die sichere Desinfektion von Trinkwasser einen Chlorwert ≥ 0,5 mg/l bis maximal 5,0 mg/l, mit einem Mindestgehalt an Chlor von 0,2 mg/l beim Verbraucher.

## Belastbarkeitsfaktor
Der Belastbarkeitsfaktor, genannt k-Wert, gibt Auskunft über die Leistungsfähigkeit des Aufbereitungsverfahrens in Badegästen pro aufbereitetem Kubikmeter Reinwasser.
Beim Ozonverfahren beträgt der k-Wert 0,6 · 1/m³. Beim Sand- oder Mehrschichtfilter wird mit einem k-Wert von 0,5 · 1/m³ gerechnet, dies entspricht 2 m³ Reinwasser pro Badegast. Für die Ultrafiltration wird ein k-Wert von 1,0 · 1/m³ angegeben.

## Wasseraufbereitung mit Ozon

### Vorzüge
Ein jahrzehntelang bewährtes Badewasseraufbereitungsverfahren, das allerdings höhere Investitionskosten verursacht, ist ein Verfahren mit Ozonstufe. Es ist außer der Ultrafiltration das einzige Verfahren, das in Deutschland für die Aufbereitung von Wasser für Therapiebecken als geeignet angesehen wird.

#### Wirkung
Ozon entfernt die Präkursoren (Vorläuferstoffe), die Desinfektionsnebenprodukte (DNP) wie Chloramine und Trihalogenmethane bilden. Durch Chloramine verursachten „Hallenbadgeruch“ gibt es bei Bädern mit Ozonstufe nicht. Der sogenannte Hallenbadgeruch ist aufgrund der Vorhaltezeit im Becken nicht ganz auszuschließen, da die Harnstoff- beziehungsweise Ammoniakzersetzung schon im Becken stattfindet. Sobald die Unterchlorige Säure des Desinfektionsmittels mit der Verbindung reagiert, tritt die Geruchsbelästigung ein.
Einen Grenzwert für den Nitratgehalt im Beckenwasser gibt es bei einem Aufbereitungsverfahren mit integrierter Ozonstufe nicht, da das Ozon durch Reaktion mit Luftstickstoff Stickoxide bildet, die im Badewasser wiederum Nitrate bilden und die Einhaltung des Nitratgrenzwertes im Wasser daher nicht möglich ist.

### Verfahren
Unverbrauchtes Ozon zerfällt relativ schnell wieder rückstandsfrei und ohne Bildung von störenden Nebenreaktionsprodukten. In der DIN 19643 Teil 3 sind die Werte für die Beckenwasseraufbereitung mit Ozon vorgegeben. Gemäß DIN 19643 Teil 3 wird das aufzubereitende Wasser nach einer Vorfiltration des Wassers durch einen Sand- oder Mehrschichtfilter mit Ozon vermischt. Das Wasser wird dann durch einen Aktivkohlefilter geführt, wobei der Restozongehalt entfernt wird. Beim Verfahren nach DIN 19643 Teil 3 Varianten C und D werden durch eine zusätzliche Bimsauflage auf der Aktivkohleschicht die Funktion des Vorfilters mit der Sorptionsfiltration gekoppelt.

### Dosierung
Bei der Aufbereitung von Beckenwasser mit normaler Temperatur soll ein Chlorwert zwischen 0,3 und 0,6 mg/l freies Chlor im Beckenwasser eingestellt werden. Wenn die Aufbereitung des Wassers mit Ozon erfolgt, darf der Wert zwischen 0,2 und 0,5 mg/l liegen. Ozon darf nur maximal bis 0,05 mg/l im Beckenwasser vorhanden sein.

### Zusätzliche Oxidation
Badewasser mit Ozon in einer zusätzlichen Oxidationsstufe aufzubereiten, wird überall dort empfohlen, wo viele Personen mit unterschiedlichen Abwehrkräften baden.  Insbesondere im Klinik- und Sonderschulbereich, wo viele Therapie- bzw. Bewegungsbecken betrieben werden, aber auch in vielen modernen Freizeitbädern und Hotels höherer Kategorie finden sich deshalb Ozonstufen.
Die DIN 19643 sieht ein Verfahren mit Ozon für Therapiebecken zwingend vor, für Bewegungsbecken wird ein solches Verfahren empfohlen.

### Ozonerzeugung und -einbringung
Zur Herstellung von Ozon wird im Schwimmbad getrocknete Luft eingesetzt. Die Luft strömt durch ein makroporöses Trocknungsmaterial, das regelmäßig durch Erhitzung regeneriert werden muss. Die Ozonerzeugung erfolgt in Ozonerzeugerelementen mit drei koaxial angeordneten Röhren. Das innere Metallrohr ist die Hochspannungselektrode, das äußere Metallrohr der geerdete Gegenpol, das Glasrohr dazwischen dient als Dielektrikum. Mit einer Hochspannung bis zu 15 kV werden die Sauerstoffmoleküle durch stille elektrische Entladung zu Sauerstoffatomen dissoziiert, manche davon verbinden sich dann zu Ozon. Dafür wird einschließlich Lufttrocknung etwa 20 Wh/g Ozon benötigt.
Der Transport des Ozon-Luft-Gemisches zum Injektor erfolgt im Unterdruck, sodass ein Ozonausbruch ausgeschlossen ist. Als Rohrleitungsmaterialien haben sich dickwandiges PVC und Edelstahl bewährt.
Die Ozoneinbringung ins Wasser erfolgt durch eine Flüssigkeits-Strahlpumpe. Für den Betrieb des Injektors wird aus der Filtratleitung Wasser entnommen und über eine Druckerhöhungspumpe auf etwa 2 bar gebracht. Der Injektor saugt durch den erzeugten Unterdruck das Ozon-Luft-Gemisch an und vermischt es mit dem Wasser. Das Luft-Wasser-Gemisch wird in die Rohwasserleitung vor dem Reaktionsbehälter eingebracht.

### Weitere Wasserzusätze

#### Private Becken
Im privaten Schwimmbad kann u. U. auf weitere Chemikalien gänzlich verzichtet werden, insbesondere wenn die Umwälzleistung und der pH-Wert eingehalten werden. Zusätzliche Desinfektionsmittel können je nach Frequentierung, Schmutzeintrag aus der Umgebung und Lichtverhältnissen erforderlich werden. Als Filter wird in privaten Becken häufig ein Sandfilter eingesetzt, um kleine Schmutzpartikel mit einer Größe von etwa 20 bis 120 µm auf mechanischem Weg vorzufiltern. Wird auf den Einsatz von Chlor verzichtet, kann mit einem Sandfilter auch eine biologische Filterwirkung erzielt werden, da sich dann ein mikrobieller Belag auf den Sandkörnern bildet. Als Alternative zum (Quarz-)Sand in einer Sandfilteranlage können auch sog. "Filterballs" benutzt werden.

#### Öffentliche Becken
Im öffentlichen Bereich muss wegen der hohen Badegastfrequenz für eine Depotwirkung mindestens 0,3 mg/l Chlor zudosiert werden, auch wenn eine Ozonstufe betrieben wird. Da Ozon giftig ist, darf es in Trink- und Badebeckenwasser nur eine Konzentration von maximal 0,05 mg/l haben. Mit dieser Konzentration ist keine ausreichende Depotwirkung im Badewasser möglich. Das Ozon wirkt stark oxidierend und zerstört dadurch alle biologischen Wasserinhaltsstoffe, deaktiviert Viren und oxidiert in Wasser enthaltene Metalle.

## Ultrafiltration

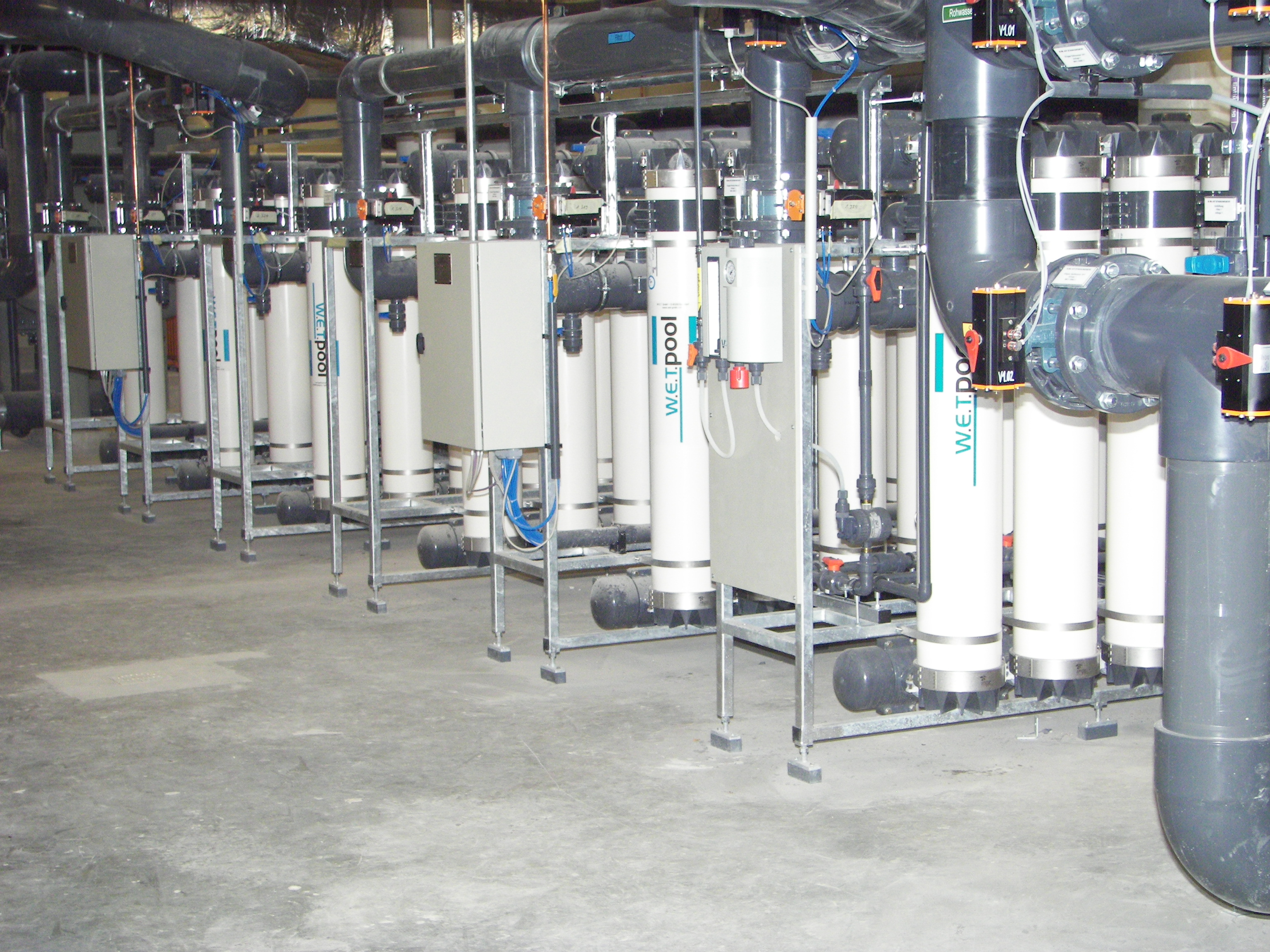
Ultrafiltration Bad Aibling

Die Ultrafiltration (UF) im Schwimmbad ist ein relativ neues Verfahren. Die erste Anlage wurde 2002 in Bad Steben in Betrieb genommen. Inzwischen sind über 200 (Stand 12/2012) weitere UF-Anlagen mit Leistungen bis 800 m³/h in Betrieb. Die derzeit größten Anlagen stehen in der Therme Bad Aibling mit fünf Kreisläufen mit insgesamt 800 m³/h Umwälzleistung. Ein Großteil der UF-Anlagen ist mit einem k-Faktor von 1,0 ausgelegt, d. h., es reicht die halbe Umwälzmenge zur Aufrechterhaltung der Wasserqualität im Becken. Die überarbeitete DIN 19643 wurde 2012 veröffentlicht und die Ultrafiltration als Teil 4 aufgenommen.

### Verfahrensbeschreibung
Das abgebadete Wasser fließt von der Rinne in den Rohwasserspeicher. Das Nutzvolumen des Speichers muss so dimensioniert sein, dass das Verdrängungs- und Schwallwasser aufgenommen werden kann. Auf die Bevorratung einer Spülwassermenge kann weitgehend verzichtet werden.
Die Umwälzpumpe saugt das Rohwasser aus dem Speicher und drückt es durch den Vorfilter und die Ultrafiltration zurück ins Becken.
Der Vorfilter besteht aus einem oder mehreren Kunststofffiltern mit angebauten automatischen Ventilen. Die Aufgabe des Vorfilters besteht darin, etwaige grobe Verschmutzungen, die die Ultrafiltrationsmembranen beschädigen oder verstopfen können, zurückzuhalten.
Die Flockungsmittelzugabe findet entweder vor oder nach der Umwälzpumpe statt. Die Impfstelle muss mindestens 10 m vor dem Filter sitzen, damit das Flockungsmittel Zeit für eine Reaktion hat und um eine optimale Vermischung des Flockungsmittels zu erreichen. Für die Flockungsmittelzugabe gelten die Regeln und Maßgaben wie bei konventionellen Kies- oder Mehrschichtfiltern.
Die Ultrafiltrations-Membranen bestehen aus Polyethersulfon-Hohlfasern und werden Kapillar-Membranen genannt. Diese haben Poren im Bereich kleiner 50 nm. Dies ist so fein, dass weder Bakterien noch Viren die Membran passieren können. Bei dieser Art der Filtration sind die Filteröffnungen so klein, dass die Wassertemperatur und damit die Viskosität des Wassers eine sehr große Rolle spielen. Das Wasser, das die Ultrafiltration verlässt, ist absolut keimfrei. Gelöste Stoffe wie z. B. Salze bleiben im Filtrat erhalten. Die Ultrafiltration wird im Schwimmbad in der Dead-End-Filtration betrieben.

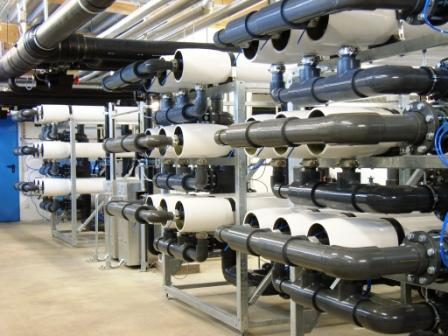
Ultrafiltration im Freibad

Die Ultrafiltrationsmodule der Aufbereitungsanlage bestehen aus mehreren tausend Hohlfasern, die geordnet in einem Kunststoff-Druckrohr untergebracht sind. Die Ultrafiltrationsmodule sind parallel in Straßen angeordnet. Zur Spülung kann das Filtrat von einer oder mehreren Straßen zur Spülung einer anderen Straße genutzt werden, oder es wird mit einer Spülpumpe und einem externen Spülwasserbehälter gearbeitet. Die Spülung erfolgt in regelmäßigen Zeitabständen von etwa 2 bis 4 Stunden vollautomatisch. Regelmäßig wird statt der normalen Wasserspülung eine chemische Reinigung und Desinfektion mit Chlor durchgeführt.
Die Membranmodule sind an einem Gestell montiert. Pneumatische Armaturen gewährleisten den automatischen Betrieb.
Als Messungen sind normalerweise eine Differenzdruckmessung für den transmembranen Druck und eine Volumenstrommessung für den Durchfluss vorgesehen.
Das Filtrat der Ultrafiltration wird im Teilstrom über Aktivkohle geleitet, um unerwünschte gelöste Stoffe wie gebundenes Chlor und Trihalogenmethane zu entfernen. Weitere Möglichkeiten sind die Zugabe von Pulver-Aktivkohle vor der Ultrafiltration oder eine UV-Anlage danach.

## Anschwemmfiltration
Das Verfahren der Anschwemmfiltration wird in der DIN 19624 beschrieben. Das Wasser wird durch eine wenige Millimeter dicke Schicht aus Kieselgur, Perlite oder Cellulose gefördert, die durch die Wasserströmung z. B. auf eine mit Gewebe bezogene Filterkerze oder Filterplatte angeschwemmt wurde. Diese Schicht übernimmt die eigentliche Filtration.
Zum Abbau von gebundenem Chlor und Trihalogenmethanen wird zusätzlich Pulver-Aktivkohle zudosiert. Die Zugabe der Pulver-Aktivkohle erfolgt ausschließlich nach dem Bedarf des Schwimmbades in Abhängigkeit von den Wasserwerten. Die Zugabe von Flockungsmitteln ist bei diesem Verfahren nicht erforderlich, jedoch möglich.
Es werden verschiedene Varianten gebaut. Bei der Druckvariante wird in geschlossenen Stahlbehältern das Wasser durch die Filtrationsschicht gedrückt. Bei der Saugvariante wird das Wasser in offenen oder geschlossenen Behältern aus Stahl oder Kunststoff durch die Filtrationsschicht gesaugt.
Bei der Anschwemmfiltration findet keine Spülung wie bei anderen Filtersystemen statt. Bei den Druckanschwemmfiltern wird regelmäßig die Flussrichtung umgekehrt und die Filtrationsschicht mit den Verschmutzungen, dem sogenannten Filterkuchen, vom Gewebe abgesprengt. Bei den Vakuum-Anschwemmfiltern erfolgt die Reinigung mit einem Schlauch oder über eine Reinigungsvorrichtung. Vakuum-Anschwemmfilter benötigen kein Rückspülwasser und keinen Rückspülwasserspeicher. Der Wasserbedarf ist daher gering.
Nach der Reinigung erfolgt eine neue Anschwemmung mit Kieselgur, Perlite oder Cellulose. Der Filterkuchen verbleibt im Filter, bis dieser in regelmäßigen Abständen gereinigt wird.
Anschwemmfilter sind auch in der Wein- und Bierfiltration im Einsatz.